# Кубок ірландської ліги з футболу 2009
Кубок ірландської ліги 2009 — 36-й розіграш Кубка ірландської ліги. Переможцем втретє став Богеміан.

## Календар
| Раунд            | Дата              | Матчі | Клуби   |
| ---------------- | ----------------- | ----- | ------- |
| Попередній раунд | 30 березня 2009   | 2     | 29 → 27 |
| Перший раунд     | 13-14 квітня 2009 | 11    | 27 → 16 |
| 1/8 фіналу       | 4-5 травня 2009   | 8     | 16 → 8  |
| 1/4 фіналу       | 18-19 травня 2009 | 4     | 8 → 4   |
| 1/2 фіналу       | 3-4 серпня 2009   | 2     | 4 → 2   |
| Фінал            | 26 вересня 2009   | 1     | 2 → 1   |

## Попередній раунд
| Команда 1           | Рахунок | Команда 2         |
| ------------------- | ------- | ----------------- |
| 30 березня 2009     |         |                   |
| Солтхілл Девон (3)  | 5:4     | Мерву Юнайтед (2) |
| Кілдрам Тайгерс (4) | 1:2     | Фінн Гарпс (2)    |

## Перший раунд
| Команда 1           | Рахунок      | Команда 2           |
| ------------------- | ------------ | ------------------- |
| 13 квітня 2009      |              |                     |
| Карлоу (3)          | 3:2          | Коб Рамблерс (3)    |
| Монахан Юнайтед (2) | 1:2          | Спортінг Фінгал (2) |
| Брей Вондерерз      | 0:2          | Дрогеда Юнайтед     |
| Шелбурн (2)         | 3:0          | Дандолк             |
| Шемрок Роверс       | 3:0          | Кілдер Каунті (2)   |
| Лімерик (2)         | 1:1 пен. 2:4 | Вексфорд Ютс (2)    |
| Голвей Юнайтед      | 2:2 пен. 5:3 | Солтхілл Девон (3)  |
| 14 квітня 2009      |              |                     |
| Керрі Ліга (-)      | 1:3 дч       | Корк Сіті           |
| Каслбар Селтік (3)  | 0:4          | Фінн Гарпс (2)      |
| Атлон Таун (2)      | 3:0          | Лонгфорд Таун (2)   |
| Талламор Таун (3)   | 0:2          | ЮКД                 |

## 1/8 фіналу
| Команда 1            | Рахунок      | Команда 2             |
| -------------------- | ------------ | --------------------- |
| 4 травня 2009        |              |                       |
| Карлоу (3)           | 1:2 дч       | Вотерфорд Юнайтед (2) |
| Голвей Юнайтед       | 1:0          | Деррі Сіті            |
| Сент-Патрікс Атлетік | 0:1          | Шемрок Роверс         |
| Корк Сіті            | 1:1 пен. 4:5 | Вексфорд Ютс (2)      |
| Дрогеда Юнайтед      | 0:2          | Спортінг Фінгал (2)   |
| Слайго Роверз        | 4:1          | Фінн Гарпс (2)        |
| Богеміан             | 4:3 дч       | Шелбурн (2)           |
| 5 травня 2009        |              |                       |
| Атлон Таун (2)       | 0:1          | ЮКД                   |

## 1/4 фіналу
| Команда 1             | Рахунок | Команда 2     |
| --------------------- | ------- | ------------- |
| 18 травня 2009        |         |               |
| Спортінг Фінгал (2)   | 0:1     | Слайго Роверз |
| Голвей Юнайтед        | 0:2     | ЮКД           |
| 19 травня 2009        |         |               |
| Вотерфорд Юнайтед (2) | 2:1     | Шемрок Роверс |
| Вексфорд Ютс (2)      | 1:2     | Богеміан      |

## 1/2 фіналу
| Команда 1     | Рахунок | Команда 2             |
| ------------- | ------- | --------------------- |
| 3 серпня 2009 |         |                       |
| Богеміан      | 4:2 дч  | Слайго Роверз         |
| 4 серпня 2009 |         |                       |
| ЮКД           | 1:3     | Вотерфорд Юнайтед (2) |

## Фінал
| 26 вересня 2009 19:30 (EEST) |

| Вотерфорд Юнайтед (2) | 1:3      | Богеміан                        |
| --------------------- | -------- | ------------------------------- |
| Браун 81'             | Протокол | Бреннан 8', 30' (пен.) Фенн 43' |

| Регіональний спортивний центр, Вотерфорд Глядачів: 4 000 Арбітр: Дерек Томні |